# جوزيف غرينليف
جوزيف غرينليف (بالإنجليزية: Joseph Grinnell)‏ هو عالم حيوانات وعالم طيور أمريكي، ولد في 27 فبراير 1877 في فورت سيل ‏ في الولايات المتحدة، وتوفي في 29 مايو 1939 في بيركيلي في الولايات المتحدة.

## وصلات خارجية
- جوزيف غرينليف على موقع الموسوعة البريطانية (الإنجليزية)